# Eurysternus cyclops
Eurysternus cyclops är en skalbaggsart som beskrevs av François Génier 2009. Eurysternus cyclops ingår i släktet Eurysternus och familjen bladhorningar. Inga underarter finns listade i Catalogue of Life.